# Le Tiers Livre
Le Tiers livre des faits et dits Héroïques du noble Pantagruel : composés par M. François Rabelais, Docteur en Médecine, et Calloier des Iles d'Hyeres. est un roman de François Rabelais paru en 1546 avec une dédicace à Marguerite de Navarre.
Condamné par la Sorbonne, à l’égal de Pantagruel et de Gargantua, il est cependant protégé par un privilège royal. À la fois comique et rempli d'érudition, il se focalise principalement sur les doutes et les craintes de Panurge en matière de mariage.

## Contexte éditorial
L'ouvrage paraît une première fois en 1546 sous le nom de François Rabelais, par différence avec ses deux précédents romans parus avec le pseudonyme d'Alcofribas Nasier. L'écrivain se présente comme « docteur en Medicine, et Calloïer des Isles Hieres ». Cette allusion aux îles d'Hyères évoque possiblement le voyage de Jean Thenaud, un ami de Rabelais qui y fit une escale et décrit dans le récit de son périple les « caloyers qui sont moines grecs ». Ce titre, repris dans la première version du Quart Livre de 1548, disparaît dans l'édition révisée du Tiers Livre publiée en 1552 par Michel Fezandat, soit en raison du rôle politique joué dorénavant par ces terres transformées en marquisat fortifié, soit en raison d'une relecture des Argonautiques d'Apollonios de Rhodes, qui fait passer les héros par cet archipel.
En 1543, la Faculté de théologie de la Sorbonne condamne Gargantua et Pantagruel, alors réédités à Lyon. La censure se confirme avec le catalogue des livres prohibés de 1544, qui obtient la reconnaissance officielle l’année suivante par un édit du roi et un arrêt du parlement. Cette menace explique que Rabelais cherche à protéger sa nouvelle œuvre et sollicite un privilège, obtenu et daté du 19 septembre 1545, valable pour une durée de six ans et protégeant l'ensemble de la geste pantagruélique. Accusant les imprimeurs d'être responsables de la dénaturation du texte, ce privilège prouve le soutien que la cour apporte à l'écrivain.
La dédicace à Marguerite de Navarre, si elle revêt un caractère surprenant en raison de la ridiculisation des femmes dans le roman, témoigne non seulement de la courtoisie d'un lettré à l’égard d'une protectrice mais aussi des affinités intellectuelles entre ces deux écrivains, comme la condamnation du mariage clandestin suggéré dans l'Heptameron. Le dizain, qui la convie de manière quelque peu impertinente à quitter son extase mystique pour lire les aventures pantagruéliques, est à remettre dans le contexte de la montée des tensions religieuses et de la persécution des évangéliques, la dédicataire, auteure d'une poésie spirituelle, étant invitée à ne pas rester en retrait des affaires publiques.

## Résumé

### Le désendettement de Panurge

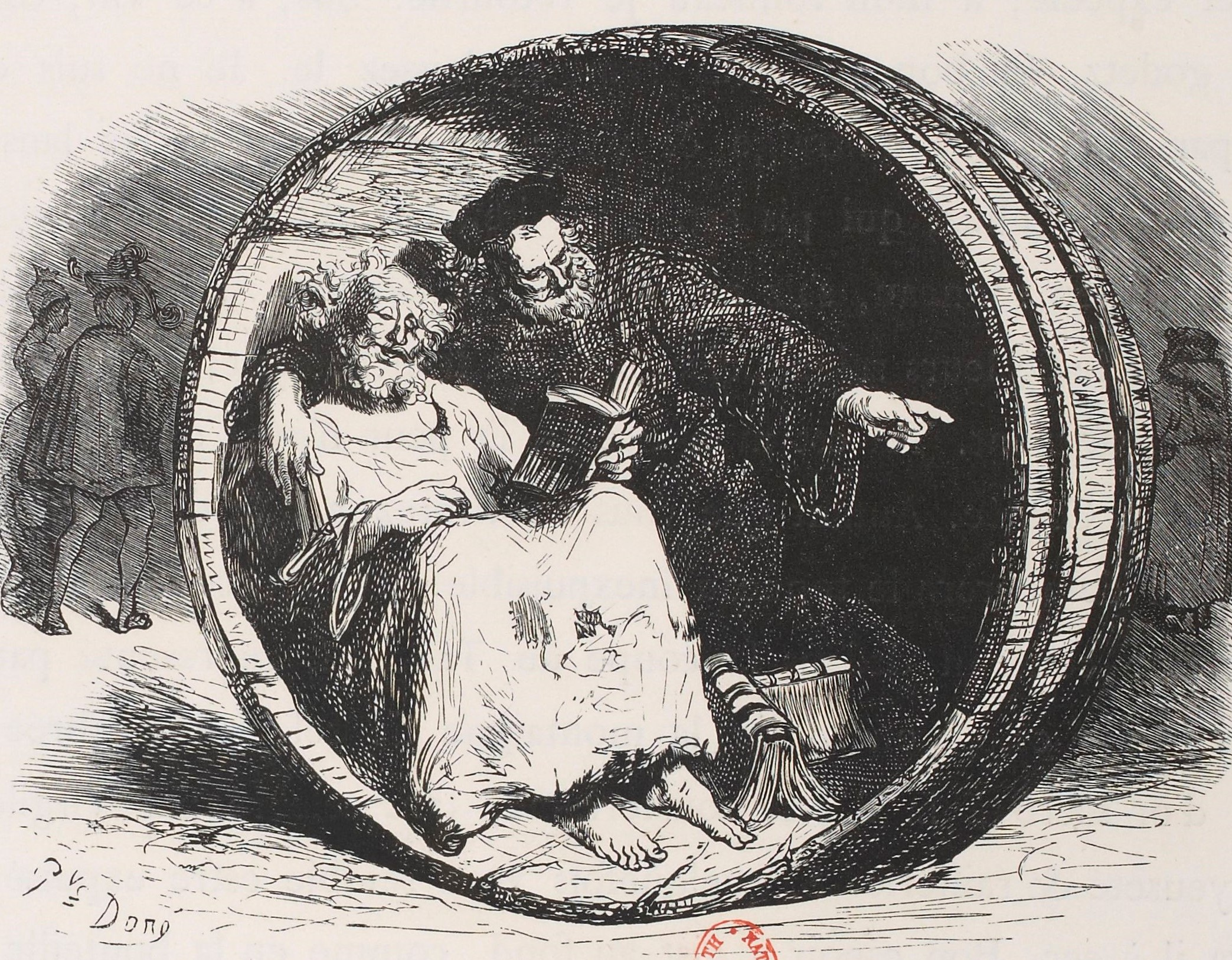
Rabelais en compagnie de Diogène dans son tonneau.

Le prologue met en scène la figure de Diogène, le philosophe cynique dont la sagesse est en apparence dérisoire. Initiant le récit en s'adressant aux « Bonnes gens, Beuveurs tresillustres, et vous Goutteux tresprescieux », le narrateur pose une question rhétorique suivie d'un commentaire tautologique : « veistez vous oncques Diogenes, le philosophe cynic ? Si vous l’avez veu, vous n'aviez perdu la veue : ou je suis vrayement forissu d'intelligence et de sens logical ». Les premiers paragraphes mettent ainsi en place un style ironique qui se caractérise par une indécision sémantique et un goût pour la digression. Ils installent une ambivalence discursive, une mise en doute du sens qui traverse l'ensemble du roman.
Après avoir loué la célébrité de Diogène, Rabelais raconte comment ce dernier réagit face au siège de Corinthe par les troupes de Philippe de Macédoine. Alors que l'ensemble de la cité se mobilise, renforce les fortifications et se prépare au combat, il décide, excité par leur fébrilité collective, de rouler son tonneau depuis une colline et de l'y remonter à la matière de Sisyphe, ce qu'il justifie par la nécessite de ne pas paraître fainéant devant l'effort général,. Le narrateur loue brièvement la discipline et la paix qu'apporte l'ordre militaire, la part de beauté que possède la guerre, ce qui peut s'interpréter comme un soutien à la politique royale, aux évangéliques persécutés, voire aux deux, avant d'affirmer vouloir remuer son « tonneau Diogenic »,, c'est-à dire de boire et d'écrire. Il espère ne courroucer personne, contrairement à Ptolémée fils de Lagus, qui irrita les Égyptiens en croyant leur plaire par la présentation d'un chameau de Bactriane et d'un esclave bigarré, ce qui choquait leur sens de l'harmonie. Il conclut en précisant qu'il écrit pour les « Gens de bien, Beuveurs de la Prime Cuvée et Goutteux de franc alleu », et non pour les juges, les docteurs, les faux dévots et autres cafards qu'il envoie au diable. Le prologue dans lequel l’écrivain s'identifie à Diogène adopte une structure circulaire par laquelle alternent les thèmes du combat et du vin.
Pantagruel, après avoir conquis le pays de Dipsodie, y envoie 9 876 543 210 hommes, sans compter les femmes et les enfants, issus de son royaume d'Utopie, ce qui achève la guerre évoquée dans Pantagruel. Le récit dénonce ensuite les conquérants tyranniques et démovores, c'est-à-dire mangeurs de peuple, avant de louer les souverains justes et bienveillants à l'égard de leurs nouveaux sujets. Destinée à asseoir l’autorité du vainqueur, l'apologie de la colonisation semble contredire les idéaux pacifistes exprimés dans les deux premiers romans, même si elle reste conditionnée à une politique équitable, au consentement des colons et des colonisés, et vient en riposte après l’agression des Dipsodes. Les humanistes ne connaissent pas la réalité douloureuse d'un transfert de population, dissertant comme dans ce passage d'après les Anciens.
Pantagruel donne la châtellenie de Samilgondin à Panurge, qui dilapide ses richesses en de joyeux banquets,, et, devant le géant qui l’avise placidement des risques de sa conduite, il se vante d'abord de sa prodigalité en avançant d'abord des sophismes. Il affirme être un excellent intendant et respecter les vertus cardinales : la prudence, parce que personne ne sait ce qui se passera demain ; la justice, parce qu'il redistribue sa fortune et vend à bon marché ; la force puisque des quantités d'arbres sont abattues pour les festins et la tempérance, car « mangeant son blé en herbe », il s'apparente aux ermites qui vivent de salades et de racines. Alors que son interlocuteur écarte ses paralogismes et lui demande quand il sera quitte, Panurge se livre à un éloge paradoxal des dettes, soutenant qu'elles profitent aussi bien au créancier qu'au débiteur par les liens d'obligations réciproques qu'elles engendrent, témoignant d'une solidarité nécessaire aussi bien au sein de la communauté humaine qu'entre les astres ou à l'échelle du corps humain. Un monde sans dette signifierait absence de connexion entre les planètes, de circulation entre les éléments et les parties du corps, d'échange et de confiance entre les individus, tandis que le contraire irait dans le sens de l'harmonie universelle. Le boniment du mauvais payeur s'est amplifié et exalte l'idée selon laquelle chacun et chaque chose se trouve comme un élément partenaire d'une relation. Si Pantagruel réprouve les endettements sans mesure et invite à ne rien devoir excepté l’amour et la dilection mutuelle comme l'exhorte saint Paul, il ne réfute pas la totalité de ce discours aux accents généreux mais plutôt la filouterie des emprunteurs qui jamais ne remboursent, comme ce roublard de Panurge dont il éponge les dettes pour qu'il prenne un nouveau départ. Étant quitte, autrement dit libéré de ses dettes, ce dernier prédit qu'il mourra de ses pets, allusion à un mot d'esprit prononcé alors à l'occasion d'une flatulence (« Voy là pour les quittes »), usage également relevé dans une facétie du Pogge.

### Prédire le mariage

#### Des livres et des rêves
Panurge se demande pourquoi les nouveaux mariés sont exemptés de la participation à la guerre, de la même manière que les viticulteurs et les bâtisseurs. Pantagruel suppose que cette loi, issue du Deutéronome, permet au couple de profiter de leur union et de pouvoir perpétuer leur nom en cas de mort du soldat sur le champ de bataille.

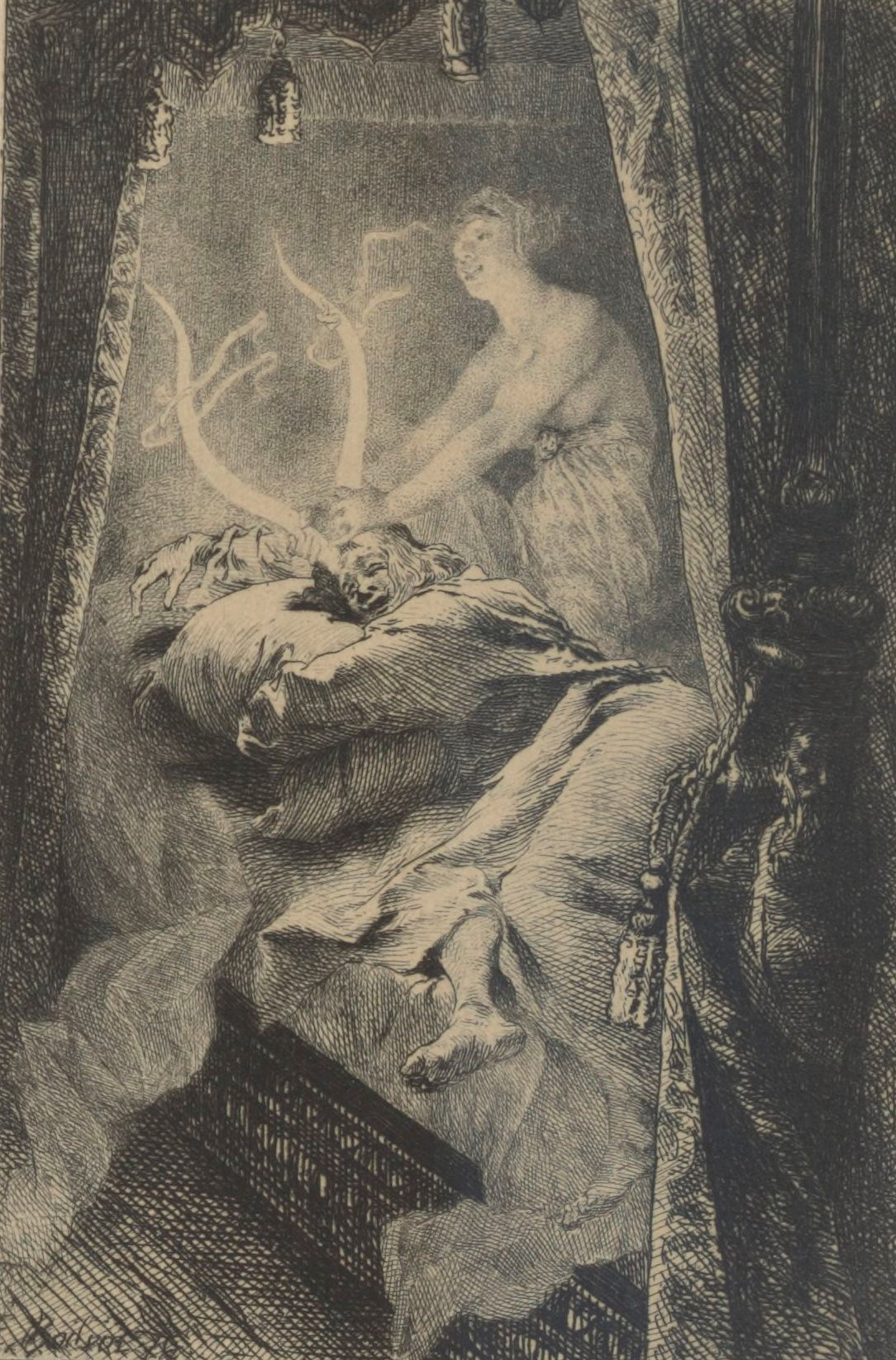
Panurge rêve d'être encorné par sa femme. Eau-forte d'Émile Boivin

Le lendemain de cette conversation, Panurge se perce l’oreille et y accroche un anneau dans lequel est enchâssé une puce,, tout en attachant des lunettes à son bonnet et en se vêtant d’une grossière robe de bure dépourvue de braguette. Par cet accoutrement étrange, il affiche le désir de se marier. Il affirme que son habit ressemble à une toge, qui marque le temps de la paix, et soutient l’idée que la braguette est la première pièce de l’équipement militaire, puisqu’elle protège les organes sexuels, donc les générations futures, de même que les gousses, les gaines et les noyaux préservent la descendance du règne végétal. Rappelant quelle fut la première partie du corps que l’homme prit soin de couvrir d’après la Genèse, il poursuit sur ce thème grivois. La justification de Panurge entérine le caractère paradoxal de ce personnage, qui choisit un costume étranger aux codes amoureux et transgresse les normes tout en prétendant les suivre, scandalisant moins par son message que par la forme de son expression.
Il sollicite ensuite l’avis de son compagnon sur son projet de mariage, et objecte aussitôt sur les risques de cette entreprise, avant d’avancer d’autres arguments en faveur de son souhait, qu’il ne manque pas de réfuter par les craintes de l’échec, Pantagruel se contentant d’acquiescer. Lorsqu’il lui reproche ces réponses qui ne sont que l’écho de ses réflexions, ce dernier rétorque que son projet repose sur de si nombreuses hypothèses et incertitudes, qu'il convient plutôt d’arrêter son choix et de s’en remettre aux « fatales dispositions du Ciel »,.
Pantagruel propose cependant de l'aider à prendre une décision en recourant à la bibliomancie avec la poésie virgilienne, alléguant que des prédictions avérées furent produites avec Homère et Virgile. Après avoir opposé cette méthode divinatoire au jet de dés, qui ne laisse qu’un choix limité de possibles et d’interprétations, il invite Panurge à ouvrir un livre et à poser son ongle au hasard. Ce dernier désigne successivement trois vers tirés des Bucoliques et de l’Énéide, que Pantagruel lit d’une manière défavorable, annonçant qu’il sera cocu, battu et volé, tandis que Panurge les interprète à son avantage, comme il ne va cesser de le faire.
Après ce premier échec, les deux comparses se tournent vers l’oniromancie, la divination par les songes. D’après le géant et selon une théorie de l’époque d’inspiration platonicienne, l’âme se détache du corps pendant le sommeil, rejoint son origine divine et intellectuelle, rapportant au réveil une connaissance prothétique déformée par l’imperfection des sens. Contrairement à ce qu'il escomptait, Panurge est invité de ne pas manger la veille du rêve prophétique, bien que Pantagruel se prononce également contre les jeûnes excessifs que certains vantent pour accéder aux connaissances spirituelles.
Le matin venu, de mauvaise humeur, Panurge déclare avoir rêvé qu’une femme lui disposait des cornes sur la tête, au niveau du front, alors qu’il lui demandait de les mettre plus bas afin qu’il en use efficacement contre ses ennemis, avant qu’elle ne se métamorphose en chouette et lui en tambourin. Pantagruel pense que ses cornes annoncent son cocuage, qu’il sera battu comme l’instrument de percussions et que la chouette annonce les rapines de son épouse. Panurge soutient que les cornes s’apparentent à celle des satyres et prouvent sa virilité, gage de fidélité de sa partenaire, et qu’elles sont par ailleurs des cornes d’abondance, qu’il sera pétulant comme un tambour de noces et sa promise jolie tel l’oiseau de son sommeil. Pantagruel rappelle alors son lever désagréable, signe de malheur, comme le montrent les exemples d’Ennius et de Turnus. Sourd à ces remarques car ventre affamé n'a point d'oreilles, Panurge se plaint de sa grande faim, se prononce contre la privation de souper et prie de passer à table. Frère Jean évoque une cabale monastique dont la préoccupation essentielle consistait à se rendre tôt à la sainte chapelle, c'est-à-dire la cuisine claustrale, pour que le bœuf cuise longuement pendant les matines. Épistémon conclut qu'il est plus facile de discerner le malheur d'autrui que le sien propre.

#### Une quête insoluble

##### Consultations & controverses divinatoires

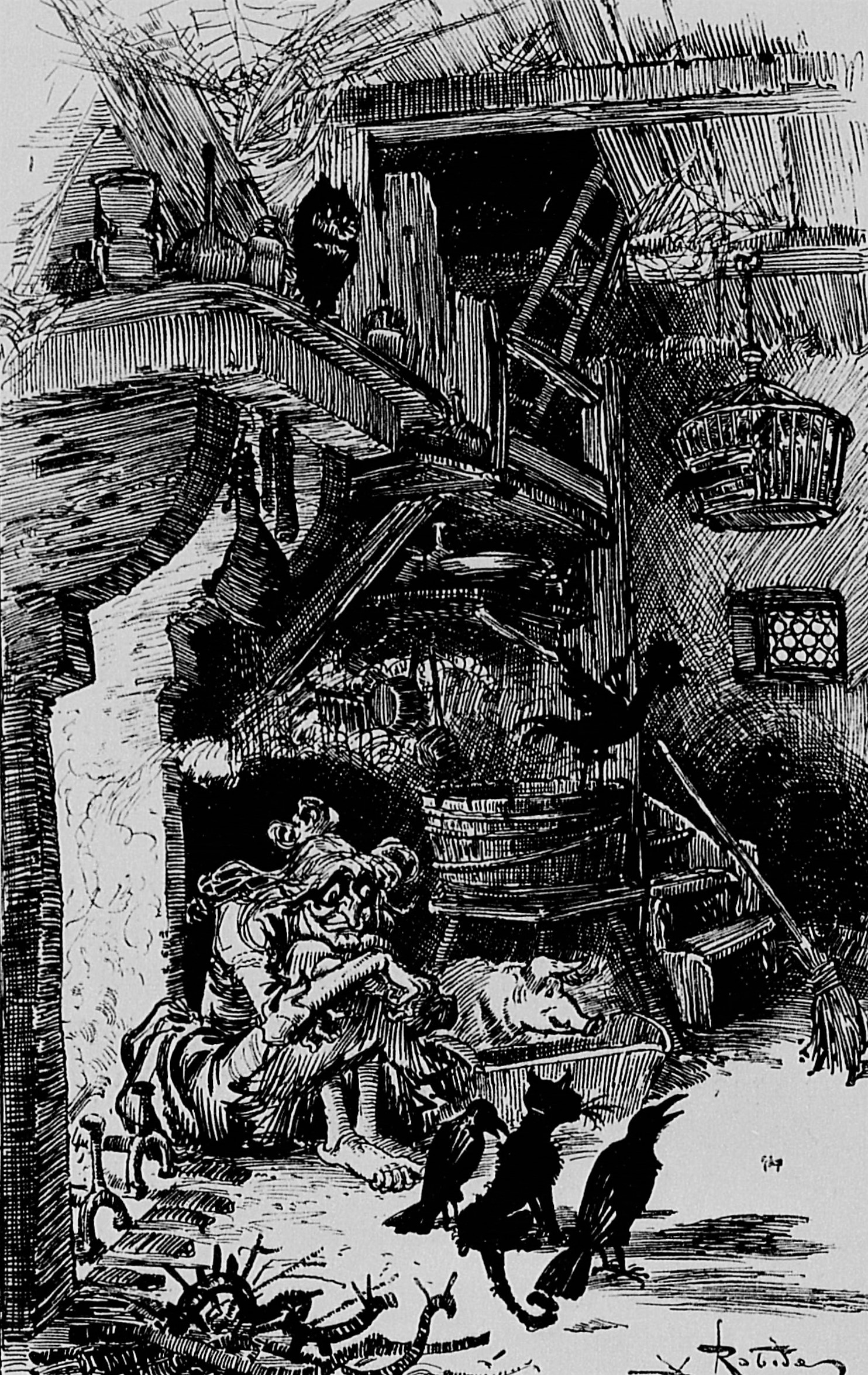
La sibylle de Panzoust s'apparente à une sorcière.

Dans la suite du récit, Panurge va consulter une série de personnages réputés de bon conseil. Le roi lui recommande en premier lieu la sibylle de Panzoust, et quand Épistémon le désapprouve parce qu'il la considère comme une sorcière, il lui répond que rien ne le prouve et que sa piètre apparence ne justifie pas de l'ignorer. Panurge renchérit en louant la sagacité des femmes âgées. La devineresse, cacochyme et misérable, après avoir reçu entre autres guise de paiement une verge d'or, allusion paillarde au rameau d'or d'Énée, se livre à une série de gestes mystérieux : elle tourne des dévidoirs et en observe le mouvement, se couvre la tête de son tablier, met au feu du laurier et de la bruyère qui, à son grand effroi, ne crépite pas, puis sort dans la cour secouer un sycomore. Elle écrit un vers sur chacune des huit feuilles tombées de l’arbre et laisse le vent les disperser avant de montrer son derrière sur le pas de sa porte (nouvelle allusion parodique à Virgile) et de se retirer dans son taudis,. La sibylle, en dépit de la crainte qu'elle inspire et de son aspect repoussant, possède un caractère ambivalent, car elle incarne une « source légitime de sagesse divine » dont la personnalité syncrétique tient à la fois de la paysannerie, du paganisme et de la prêtrise chrétienne.
Pantagruel voit dans le texte sibyllin la confirmation de ses craintes antérieures, auxquelles s'ajoutent une blessure physique. Panurge le contredit sur tous les points. Le mariage mettra en lumière sa valeur, cachée comme une fève en gousse, sa femme n'engrossera en effet pas de lui mais de son « enfantelet », elle le sucera au sens propre et grivois du terme, enfin, au cas improbable où elle le mortifierait, ce ne serait que partiellement. Épistémon lui rappelle en vain l'absence de grésillement pendant la combustion du laurier, signe de mauvais augure selon les Anciens.
Le géant se souvient que selon l’opinion d’Héraclite, les oracles gestuels sont plus véridiques que la parole, obscure et équivoque. Il préconise le recours à quelqu’un qui soit non seulement muet mais sourd de naissance, et donc préservé de l'imperfection des mots. Contre Panurge, il défend l’inexistence des langues naturelles et affirme le caractère conventionnel, donc arbitraire du langage. Comme ce passage en témoigne, l'universalité du langage et l'éventuelle supériorité des signes corporels sur la communication verbale sont des questions qui suscitent un grand intérêt parmi les humanistes au milieu du XVIe siècle, comme l'illustre Montaigne qui prend l'exemple des muets pour louer « l'éloquence efficace » du geste.
Panurge choisit de prendre un homme pour poser sa question, affirmant que les femmes interpréteraient tous les gestes comme des signes vénériens d’une part, qu’elles répondraient de manière lascive ou folâtre aux questions d’autre part. Afin d’étayer son propos, il prend l’exemple de sœur Fessue, qui, devant l’abbesse lui reprochant sa grossesse, déclare avoir été violée et ne put avertir de son malheur à cause des règles monastiques qu'elle respectait à la lettre de peur d'être damnée. Avec son impertinence coutumière, Panurge montre l’ambiguïté du signe gestuel, aussi bien à cause de celui qui l'exécute que celui qui le regarde.
Le sourd-muet convoqué à la cour se nomme Nazdecabre, ce qui signifie Nez-de-chèvre, sobriquet à la connotation aussi bien paillarde que diabolique. Les signes de la main, la symbolique des nombres et les mots se répondent. En levant le poing gauche fermé à l’exception du pouce et de l’index qui forment un cercle, Pantagruel l’identifie ainsi au nombre 30 et au mariage. De manière générale, Nazdecabre se livre cependant à une gesticulation agressive, à la fois d’une déconcertante étrangeté et d’un érotisme explicite qui fâche Panurge, d’autant plus que celui-ci comprend que ce dernier lui annonce, comme les autres, un sort funeste. Lorsqu'il menace d'en venir aux mains, Pantagruel le retient (« Si les signes vous faschent, ô quant vous fascheront les choses signifiées ! », et soutient la congruence des réponses. Néanmoins, rien ne prouve que celui-ci détient la vérité, puisque le comportement du muet se trouve loin d'être transparent.
Constatant l'obstination de son compagnon, Pantagruel propose d'aller voir Raminagrobis, un vieux poète, car la force de l'âge s'accompagne de talents prophétiques, surtout pour ceux qu'inspirent Apollon. Panurge offre au vieillard un anneau serti d'un diamant et un coq blanc. Le vieillard, après avoir écrit un poème composé de propositions contraires, leur enjoint de partir car il se trouve fatigué après avoir chassé des bestioles bigarrées qui ne voulaient pas le laisser mourir en paix. Même si le rondeau repris dans le roman est une œuvre légèrement retouchée, d'abord publié de manière anonyme, de Guillaume Crétin, maître de la rime équivoquée, le non-sens logique laisse penser que derrière Raminagrobis, Rabelais glisse une allusion satirique contre Petrus Ramus, un sophiste amateur de subtilités logiques et pédantes. Une fois dehors, Panurge se préoccupe moins de son avenir que de celui qu'il vient de quitter. Il prend la défense des frères mendiants et dénonce l'hérésie du versificateur parce qu'il pense ou feint de penser que les petites bêtes décriées les désignent, tandis qu'Épistémon lui dit d'interpréter littéralement le propos de l'écrivain. Panurge insiste, appelle à revenir sauver son âme, puis se rétracte et demande à Frère Jean d'y aller en lui laissant sa bourse pour que les diables le transportent plus aisément. Si la couardise constitue l'un des traits du personnage, la prise de position en faveur des religieux est en revanche plus déconcertante et certains marqueurs textuels laissent pointer l'ironie, comme un lyrisme grandiloquent, le nombre de jurons, l'accumulation bouffonne et des arguments inattendus. S'illustrant encore par son esprit chafouin, sa verve l'aide à faire diversion.
Épistémon, après avoir désapprouvé l’accoutrement de Panurge par une critique des vœux superstitieux, exprime avec réserve la possibilité de recourir aux oracles, même s'il précise qu'il existe de nombreux abus en la matière. Il propose de rendre visite à l’astrologue et occultiste Her Trippa, un personnage souvent identifié à Cornelius Agrippa depuis Abel Lefranc, qui le considère comme un champion de la cause des femmes et un charlatan, quoique cette analyse soit sujette à caution. En effet, également persécuté par l'Église, Agrippa invite à trier le bon grain de l'ivraie en matière de magie et fustige les mauvais mariages,. Panurge, qui prétend que les laquais de cour fréquentent la femme du devin pendant qu'il tient ses discours éthérés et prophétiques au roi, accepte néanmoins par curiosité. Ce dernier, par l'analyse de sa physionomie et de ses mains, la figure de son horoscope et l’art de la géomancie, parvient rapidement aux mêmes conclusions que ces prédécesseurs, à la différence qu'il fournit une réponse sans détour et sans ambiguïté, ce qui excède son interlocuteur, qui lui retourne le compliment et rappelle la sentence du temple de Delphes, Connais-toi. Her Trippa enchaîne en lui soumettant une liste de divinations invraisemblables ou rarissimes, en dépit des injures de Panurge qui ne s'y fie plus. Il cite ainsi la catoptromancie qui utilise les miroirs, la lecanomancie par laquelle Panurge pourrait voir les ébats adultères de sa femme dans l'eau d'un bassin, l'alectryomancie, dans laquelle un coq picore des grains posés sur des lettres préalablement tracées, la téphramancie qui repose sur les cendres ou encore la tyromancie à base de fromage... Panurge l'envoie au diable et l'accuse de sorcellerie, persuadé du mécontentement de Pantagruel si ce dernier apprenait cette visite. Dénonçant la charlatanerie des prétendus dépositaires d'un savoir ésotérique, cette satire conclut la série des consultations divinatoires.

##### Impuissance des savants

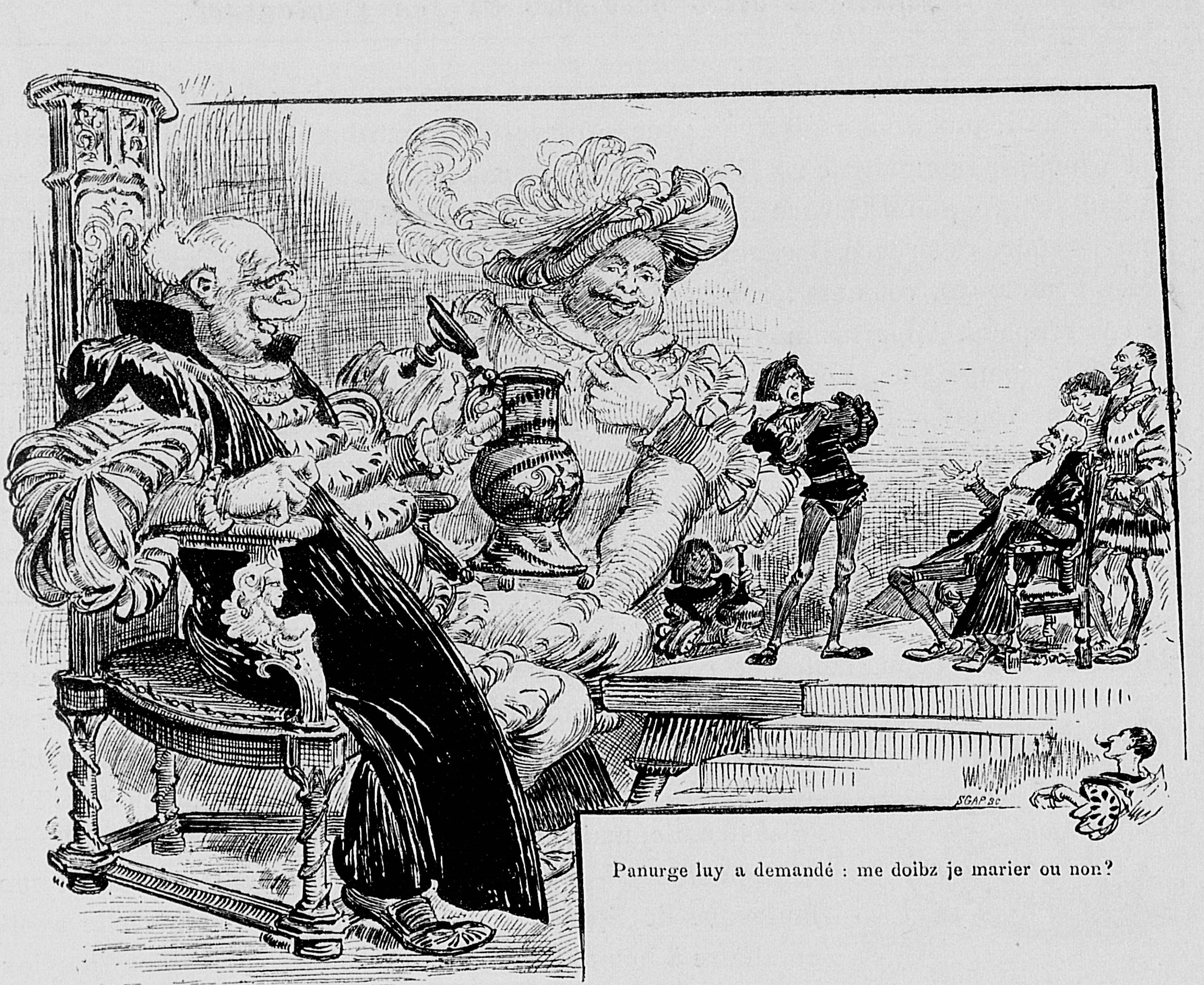
Le philosophe Trouillogan pèche par excès de scepticisme.

Panurge se plaint à Frère Jean, énumérant une longue liste d'épithètes qualifiant son compagnon et rattachés au substantif « couillon ». Ce dernier lui adjure de se marier, prétextant la fin du monde imminente. De même que les privilèges se perdent faute de les exercer, il risque de se rendre impuissant à force d'abstinence, ce à quoi Panurge vante sa vigueur sexuelle. Frère Jean le réconforte sur le risque de cocuage qui continue à le tarauder, égrenant à son tour une ribambelle d'adjectifs suivant le même mot et définissant l'état piteux de son ami, avant de l'inviter à prendre l’anneau de Hans Carvel, racontant alors une histoire grivoise présente dans les Facéties du Pogge sous nom de Visio Francisci Philelphi et repris dans les Cent nouvelles nouvelles.
En lisant le poème de Raminagrobis, Pantagruel déclare qu'il confirme son opinion, que chacun doit être maître de sa décision dans cette matière, mais devant la philautie et l'amour de soi qui paralysent Panurge, il décide d'inviter un théologien, un médecin et un juriste, respectivement dévolus à la préservation de l’âme, du corps et des biens, puis un philosophe afin de compléter la tétrade de Pythagore, quatre étant le chiffre préféré des pythagoriciens.
Le théologien Hyppothadée, après avoir demandé à Panurge s'il ressentait l’aiguillon de la chair et savait s'abstenir, lui conseille de se marier. Il lui précise qu'il ne sera pas cocu s'il plaît à Dieu, ce qui exaspère l'intéressé, insatisfait ce jugement hypothétique. Hyppothadée lui rappelle que le créateur décide de tout, et l'invite à suivre les préceptes en choisissant une femme pieuse, instruite et honnête, tout en lui donnant l'exemple par sa propre conduite. Il doit savoir la préserver. Ce rappel des engagements réciproques des époux rejoint les Preceptes matrimoniaux de Plutarque, traduits par Jehan Lodé en 1535. Panurge réplique que la femme vertueuse décrite par  Salomon est morte et clôt la discussion,.
Le médecin Rondibilis l'informe que cinq facteurs réfrènent la concupiscence : le vin pris avec excès ; certaines drogues et plantes comme le chènevis ou la peau d'un hippopotame ; le labeur obstiné, comme le montrent les Scythes impuissants d'après Hippocrate ; l'étude assidue qui mobilise l'attention et enfin l’acte vénérien lui-même. À ce dernier point, Frère Jean réagit en évoquant les ermites de Thébaïde se délivreraient de la tentation charnelle en s'y livrant avec ardeur. Il avertit cependant Panurge que l'infidélité constitue l’apanage du mariage, d'après lui en raison de la nature profonde des femmes. Il se livre alors à un discours misogyne qui a beaucoup contribué à la réputation antiféministe de Rabelais, définissant la femme comme « un sexe tant fragil, tant variable, tant muable, tant inconstant, et imparfect », qu'il lui semble être une erreur de la création, avant tout conçue pour le plaisir de l'homme et la perpétuation de l'espèce humaine. En se référant au Timée de Platon, il se demande si la femme tient de l'animal raisonnable ou de la bête brute et soutient l'idée qu'elle est dominée par sa matrice. Le discours de Rondibilis comprend des termes affectifs et prend des accents terrifiés, loin de la neutralité scientifiqu0e. Le personnage, dont la prise de position fait écho à la querelle des femmes, ne rejoint pas nécessairement les opinions de l'auteur, Thélème montrant un autre visage de la gent féminine. Néanmoins, il rejoint les peintures défavorables de femmes, déjà peu présentes, dans les romans rabelaisiens.

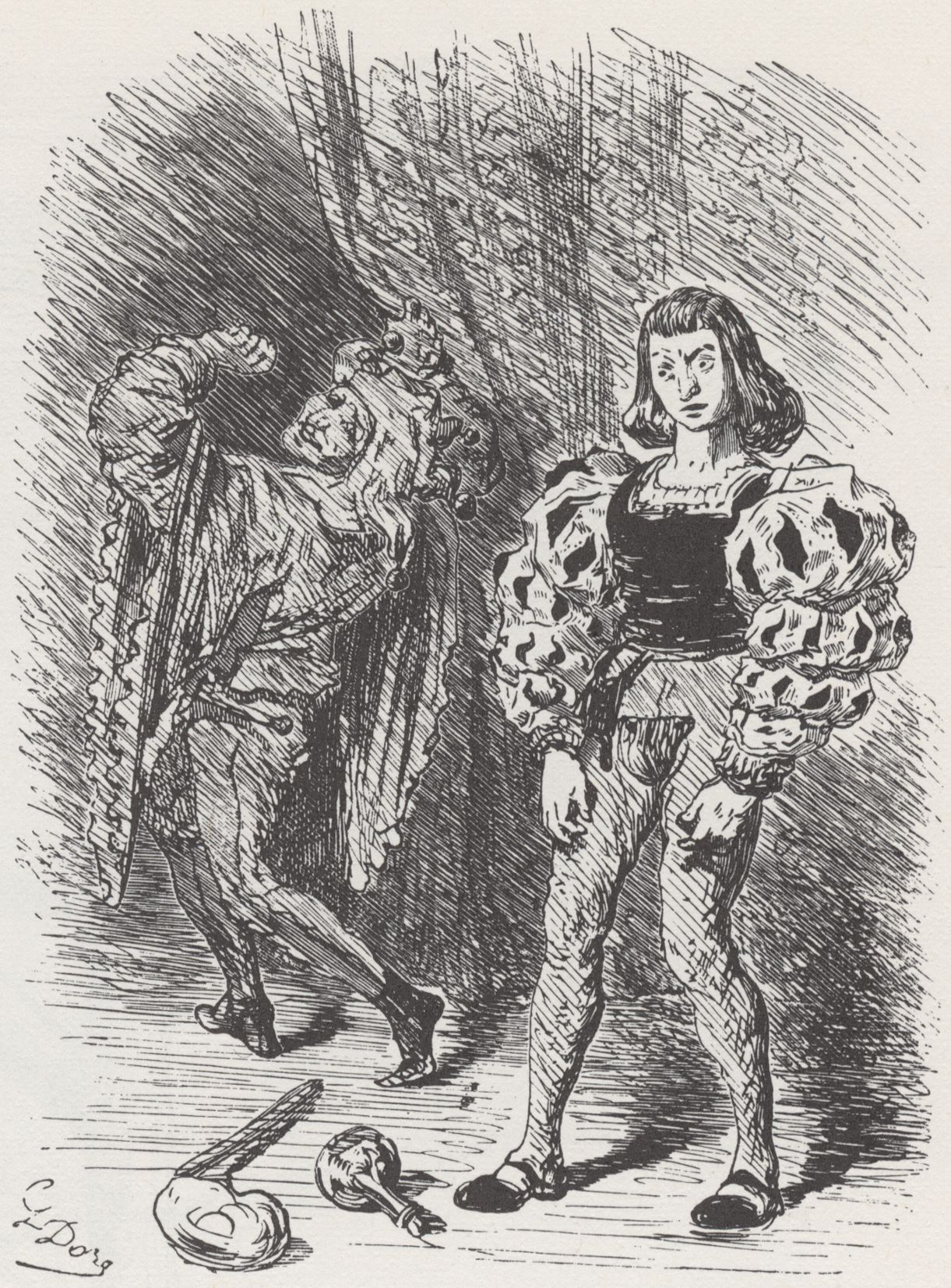
Panurge et Triboulet interprétés par Gustave Doré.

Comme remède au cocuage, Rondibilis lui conseille un remède en lui racontant une fable tirée d'Ésope et réadaptée par Plutarque dans Consolation à Apollonios. Jupiter, en établissant le calendrier des dieux déesses, oublia messire Cocuage, parti en mission. L'infortuné demanda réparation et obtint un jour partagé avec la déesse Jalousie. Il décida que ses fidèles devaient manifester soupçon, défiance et enquêtes en guise de sacrifices et preuve de leur foi, sous peine de déserter leurs maisons. Carpalim reconnaît là, selon lui, l'inclination naturelle des femmes à désirer les choses défendues, et renchérit en affirmant que la suspicion des maris aide les jeux de la séduction. Panurge, peu désireux de ne pas se soucier de la fidélité de sa femme, congédie Rondibilis en lui adressant des piques courantes à l'égard des médecins.
Interrogé à son tour sur la question de savoir si Panurge doit ou non se marier, le philosophe Trouillogan répond successivement les deux ensemble et ni l'un ni l'autre. Face à ces contradictions apparentes, les autres membres de l'assemblée donnent leur avis, Pantagruel concluant que l'homme marié se comporter de manière naturelle à l'égard de sa femme et non sacrifier ses devoirs pour lui complaire. Peu convaincu, Panurge demande de se contenter de phrases simples. Les réparties laconiques, évasives ou incertaines de Trouillogan ne l’éclairent pas davantage, même quand elles semblent ne pas admettre d'ambiguïté. Gargantua se récrie devant l'influence croissante des sceptiques, embarrassés et irrésolus.
Le repas terminé, Pantagruel, devant la perplexité de son ami, préconise de recourir à un fou, capable d'adopter un détachement complet. Il rappelle l'exemple de Seigny Joan (Seigneur Jean), fou de Paris, qui mit fin à une altercation avec plus d'esprit que ne l'aurait fait un juge. Un portefaix humait le pain préparé par un rôtisseur, ce dernier exigea d'être payé, Seigny Joan remboursa le fumet par le tintement de l'argent.
Avant cette ultime consultation, Pantagruel et ses compagnons se rendent à Mirelingues assister le juge Bridoye, qui n’a pu se rendre au repas à cause d’une convocation au tribunal. Il doit en effet se justifier d’une sentence excessive et injuste à l’égard de l’élu Toucheronde. Il explique que son erreur vient de sa mauvaise vue, à cause de laquelle il a mal lu le résultat des dés du jugement par lesquels sont résolus les procès. La simplicité du procédé contraste avec l’abondante littérature législative et la paperasse judiciaire qui poussent à l’excès la prolongation des procès. Bridoye soutient que les sacs de procédure servent d'une part pour la forme qui valide la matérialité du fait ; également pour l’exercice de santé consistant à feuilleter et empiler des papiers ; enfin comme moyen de porter à maturation les jugements. Il rappelle l’exemple de Perrin Dendin, qui excellait à réconcilier les parties adverses et expliquait à son fils, qui tentait en vain de suivre son exemple, qu’il importe d’attendre afin que les plaideurs ruinés soient sur le point d’arrêter leurs poursuites, et d’intervenir à ce moment comme un intercesseur providentiel, capable d’éviter l’humiliation à l’accusateur et à l’accusé. Les procès, nés sans formes, prennent consistance avec les écrits du personnel de justice et les plaidoiries. Une fois le temps passé, le juge laisse le procès somnoler et utilise ses dés. Pantagruel demande d’amnistier Bridoye en raison de sa vieillesse, de sa simplicité d’esprit et de ses bons et loyaux services antérieurs. Une fois partis, lui et ses compagnons partagent leur perplexité quant à la chance de Bridoye, dont l’utilisation des dés ne lui nuisit qu’une seule fois dans sa brillante carrière. Epistémon excuse sa méthode hasardeuse, sans doute aidée par la Providence divine, face à la rouerie des avocats et des juristes corrompus. Le discours de Bridoye, truffé de références au droit civil et au droit canonique, est également un tour de force comique par ses nombreuses digressions et les mésinterprétations des textes de lois, lus de manière littérale. Son nom, qui signifie « oison bridé », est un terme qualifiant la folie au XVIe siècle. En demandant le pardon plutôt que l’acquittement, Pantagruel refuse de trancher et corrige la justice par la bienveillance.

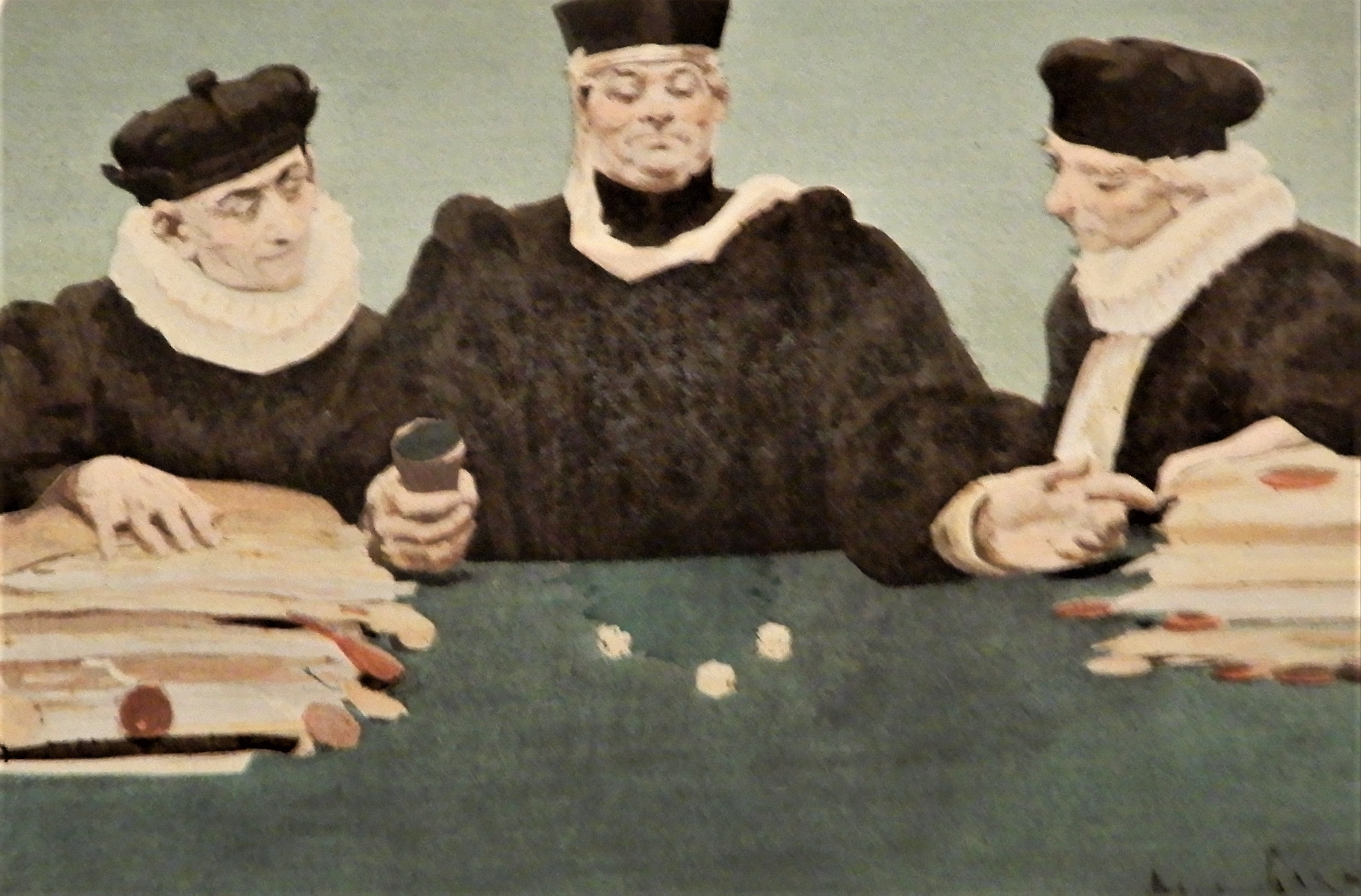
L'usage des dés n'est alors pas interdit dans les décisions de justice mais réservé aux cas insolubles, comme le préconise le décret de Gratien. Bridoye n'agit pas par indolence, comme le montre son respect de la procédure, et le temps consacré aux jugements a au moins la vertu de tempérer la verve des plaideurs.

À son retour, Panurge expose ses préoccupations au fou Triboulet, qui se contente de le frapper, de lui remettre une bouteille et de proférer une obscure parole en secouant la tête : « Par Dieu, Dieu, fol enraigé, guare moine, cornemuse de Buzançay ». Pantagruel explique que l’agitation du corps témoigne de l’inspiration prophétique ; que Panurge est en effet déraisonnable de vouloir se marier sur ses vieux jours et qu’il risque d’être cocufié par un moine. L’instrument de musique signifie qu’il épousera une femme vide de sens et criarde comme une cornemuse, de même que les coups de Triboulet annoncent qu’il sera battu. Panurge rétorque que tout le monde est fou ; que sa bien-aimée sera joyeuse comme un moineau gobeur de mouches ; d’une beauté villageoise dont les tapes ne seront que des folâtreries de jeunes mariés. Pantagruel ajoute que la bouteille présage peut-être de l’ivrognerie de sa promise ; Panurge, observant que le récipient était vide ; affirme que Triboulet l’invite à quérir le mot de la Dive Bouteille. La folie de Triboulet, dernier des personnages consultés, renvoie en miroir à la sagesse de Pantagruel, le premier interrogé ; les deux extrêmes ne parvenant pas à affaiblir la perplexité de Panurge.
Pantagruel prenant conseil sur son père à propos de ce projet de voyage, Gargantua lui donne son accord avant d’exprimer son souhait que ce dernier se marie. Il s’ensuit un discours sur une conception familiale du mariage, qui défend le consentement des parents à propos de l’union de leurs enfants au nom de la préservation de la lignée et blâme l’enlèvement des jeunes femmes par des étrangers, comme Hélène, Polyxène arrachée à Hécube ou Dinah, fille de Jacob, dont les frères exterminèrent le prétendant et son entourage. Les vues extrêmes de ce passage, le chapitre 48, détonnent par leur manque d'humour et d'ambivalence habituels, rejoignent ceux de la dédicataire Marguerite de Navarre et plus globalement de la condamnation croissante du mariage clandestin dans la France de la Renaissance, pratique plus acceptée à l'époque médiévale.

### Éloge du pantagruélion
Le roman se termine sur la description laudative d’une plante chargée dans la Thalamège, le navire du voyage. C'est une herbe à la « racine petite, durette, rondelette, finante en poincte obtuse, blanche, à peu de fillamens, en ne profonde en terre plus d’une coubtée »,. Il s’agit du chanvre, dont l’évocation est rendue fabuleuse parce qu’il n’est pas nommé, possède également les propriétés du lin et du papyrus, se trouve mêlé à des plantes méconnues et s’avère utile à de nombreux usages. Après l’observation détaillée de sa forme générale, de ses feuilles semblables à l’eupatoire et de sa semence, description inspirée de Pline, le récit passe en revue ses modes de préparation et ses fonctions. Utile aussi bien pour le cordage que pour le textile, elle sert par exemple à pendre des larrons, à transporter, à contenir, à orner (des tables et des lits), à attacher, à sonner les cloches, à soigner, à former un matériau pour l’imprimerie ou encore pour les voiles par lesquelles les bateaux peuvent désormais parcourir le monde. Le pantagruélion serait même incombustible, plus résistant que l’alun et le mélèze auxquels sont prêtés des vertus ignifuges. Un court poème conclut que le royaume de France est heureux de voir ce végétal pousser sur ses terres.
Écho à l’éloge des dettes qui ouvre le roman, cet épisode a été interprété comme une célébration de l’inventivité humaine ou un message de soutien crypté à l’égard des évangélistes persécutés. Ses aspects lyriques le distinguent par ailleurs des louanges satiriques ou parodiques. La plante conserve cependant l’ambivalence coutumière du texte rabelaisien, capable d’être utilisée à des fins mortelles, d'effrayer les dieux ou de causer la stérilité malgré ses vertus. Le discours, en apparence plus sérieux, contient son lot de sophismes féconds, par exemple par la confusion entre le lin et le chanvre qui se trouve dans l'Histoire naturelle mais n'a pas lieu d'être à la Renaissance et qui explique que le pantagruélion soit à la fois récolté au mois de juillet (comme le lin) et à l'équinoxe d'automne (comme le chanvre).

## Interprétation

### Statut du mariage et représentation de la femme
Dans le Tiers Livre, l'opportunité du mariage est débattue avec des arguments opposés, pro et contra, selon une tradition de la rhétorique médiévale que Rabelais parodie pour son formalisme. Alors que dans les deux premiers romans, la liberté du chrétien est proclamée avec l’aval d’Érasme et de saint Paul, désormais prédomine une indifférence d’inspiration stoïcienne à l’égard des déceptions possibles et des aléas du sort. Selon Screech, Rabelais dépasse le champ circonscrit de la Querelle des femmes, controverse à propos de la valeur de la gent féminine. Il s'inscrit dans la littérature philogamique, notamment développée par Érasme, qui s'oppose à la valorisation du célibat par le monachisme.
L’Ancien Testament et la tradition judaïque sont sollicités afin de montrer que le mariage peut être une source de joie et les enfants une bénédiction, Pantagruel évoquant ainsi les versets 5 à 7 du chapitre XX du Deutéronome pour expliquer l’exemption des nouveaux mariés à la guerre . La condamnation du mariage clandestin, qui fait écho au commentaire du livre de Tobie par Conrad Pellican, s’appuie elle aussi en partie sur la Genèse, avec l’allusion au rapt et au viol de Dinah. Le monopole de l’Église catholique sur ce sacrement est alors l’objet de controverse chez les réformés et les évangéliques. L'amour éventuel des amants n’est pas pris en compte et le non-consentement des parents est alors associé à un enlèvement criminel.
Dans le roman, la question du mariage dépend en grande partie de la crainte du cocuage, qui est associée à une représentation négative de la femme, souvent décrite comme un être inconstant et soumis aux appétits charnels. Rondibilis va jusqu’à la qualifier d’erreur de la nature avec des explications d'ordre anatomiques. D’autres passages dépeignent sous un jour meilleur. Hipothadée exprime ainsi la pensée paulinienne en faveur du mariage pour les personnes incapables du célibat, louant l’amour des maris pour leur femme vertueuse. Dans cette perspective, l’homme doit être le modèle d’une femme soumise, comme le préconise les Préceptes matrimoniaux de Plutarque traduit par Jehan Lodé en 1535. Panurge doute cependant de l'existence de cet idéal féminin.
Néanmoins, la plupart des commentateurs contemporains récusent l'idée d'un Rabelais défenseur de la misogynie, invitant notamment à ne pas confondre l’écrivain et les personnages. Rondibilis reprend les idées des médecins et des jurisconsultes de l’époque sur l'infériorité morale et spirituelle de la femme, par exemple sur la responsabilité de l'utérus dans le déséquilibre du corps et de l'esprit

### Indécision et perplexité de Panurge
Au-delà de la question matrimoniale, le Tiers Livre est un roman qui met en exergue la difficulté à prendre des décisions dans un monde incertain, où l’ordre divin est menacé par les forces du diable. Selon Michael Screech, Panurge est emporté par la philautie, l’amour de soi-même, ce qui le pousse à négliger ses propres défauts, l’empêche de se remettre en question et d’agir avec lucidité. Ainsi, le reproche qu'il adresse à Herr Trippa, celui de ne pas se connaître et de prêter plus attention à la paille dans l’œil d'autrui qu'à la souche qui lui poche les deux yeux, se retourne contre-lui. Loin de l’aider, son érudition complique les problèmes qui s'offrent à lui.
Le comportement de Panurge n’est cependant pas unanimement considéré comme le signe d'un caractère déraisonnable. André Tournon remarque que Pantagruel ne cesse de trouver de nouvelles solutions tandis que Panurge reste constant dans ses interprétations optimistes, ce qui montre le caractère nuancé de son irrésolution. Ses « acrobaties exégétiques » manifestent une volonté de bonheur que n’entame pas l'incertitude, alors que Pantagruel s’éloigne de la confiance sereine au destin, qu’il préconise au début du roman dans une perspective chrétienne. Cette contradiction remet en cause le schéma d’un sage Pantagruel opposé au fou Panurge. La satisfaction de soi n’est un trait constant chez lui et il est compréhensible qu’il se refuse la perspective d’être trompé plutôt qu’il choisisse la résignation héroïque à un destin humiliant.
La perplexité est un thème récurrent à l’époque et ne renvoie pas seulement à un déchirement de la conscience mais avant tout à une antinomie de lois. Elle n’est donc pas constitutive de l’état d’esprit de Panurge mais du dilemme auquel il est confronté. Le christianisme évangélique et le pantagruélisme incitent à « l’interprétation à bien », or Pantagruel systématise les lectures sinistres sans toujours respecter les autorités auxquelles il se réfère. Il cite ainsi le second livre du De divinatione de Cicéron pour interpréter défavorablement le fait que Nazdecabre se tourne à gauche pour tousser, mais cette référence atteste au contraire de la pluralité des interprétations possibles. Ainsi, Pantagruel n’est pas davantage que Panurge un détenteur de la vérité. Le Tiers Livre n’est pas le récit d’une progression vers la certitude mais celui d’une stagnation devant un problème qui ne se résout que par un acte de volonté. Epistémon, le porte-drapeau de la science, n’a pas plus de réponse définitive que le sage Pantagruel devant cette épineuse question et porte un constat désabusé. À sa manière, Panurge maintient une confiance en l'avenir en refusant un destin funeste, même si elle n'implique pas d'abandonner ses interrogations et entreprend ainsi la quête vers la Dive Bouteille.

## Un récit déstructuré?
L’enchaînement des dialogues peut donner l’impression d’une trame narrative décousue et d’une absence d’intrigue consistante. Les éloges des dettes et du pantagruélion ne concernent pas directement la quête de Panurge, alors qu’ils occupent une place non négligeable dans le roman. La cohérence du récit a davantage été cherchée du côté d’une unité thématique que dans la composition du texte. Les deux protagonistes semblent à première vue tenir des positions immuables au cours des consultations, même si le rôle moteur de Panurge dans l’avancée de la narration a souvent été avancé. Pourtant, cette interprétation conduit à penser que le texte s’achève sur une impasse inscrite dès le début de l’entreprise du héros, sans progression véritable, rien ne justifiant l'enchaînement et le nombre des épisodes. Il est donc nécessaire de ne pas se focaliser sur le seul personnage de Panurge et sur la réponse à sa question liminaire pour retrouver la dynamique interne du récit.
Prêter attention à la nature des épisodes permet de mettre au jour une trame logique derrière la succession apparemment répétitive, car toujours vouée à l’échec, des consultations de Panurge. Une première symétrie se devine entre la première série de personnages sollicités, liée à la divination, et à la seconde, regroupant des savants. Pantagruel, loin d’être un contrepoint effacé derrière son compagnon, l’oriente par les suggestions et les interprétations qu’il initie toujours. La conversation avec Herr Trippa, faite sans le géant, s’achève sans l’habituel commentaire biaisé de Panurge, et s’apparente ainsi à une séquence distincte des consultations, comme les digressions avec Frère Jean et Épistémon. Une structure concentrique se devine alors, dans laquelle début et fin du livre se répondent : l’éloge des dettes et l’éloge du pantagruélion ; la dérogation des jeunes mariés et la condamnation des mariages clandestins ; les sages réparties de Pantagruel et la folle attitude de Triboulet ; les séquences ésotériques et les discours érudits ; les deux chapitres espacés sur Raminagrobis ; les propos des compagnons et au centre la figure de l’astrologue.

### Éditions anciennes
- Tiers Livre des faitz et dictz Heroïques du noble Pantagruel, composez par M. Franç. Rabelais docteur en Medicine, et Calloïer des Isles Hieres. L'auteur susdict supplie les lecteurs soy reserver à rire au soixante et dixhuytiesme livre, Paris, Chrestien Wechel, 1546
- Le Tiers Livre des faictz et dictz Heroïques du bon Pantagruel : Composé par M. Fran. Rabelais docteur en Medicine. Reveu, et corrigé par l'Autheur, sus la censure antique. L'auteur susdict supplie les lecteurs soy reserver à rire au soixante et dixhuytiesme livre, s.l., [Paris, M. Fezandat], 1552

### Éditions modernes
- François Rabelais (introduction, bibliographie et variantes par Jean Céard), Le Tiers Livre : édition critique sur le texte publié en 1552 à Paris par Michel Fezandat, Paris, Le livre de poche, coll. « Bibliothèque classique », 1995, 544 p., 18 cm (ISBN 978-2-253-90711-4)
- François Rabelais (édition établie, présentée et annotée par Mireille Huchon ; avec la collaboration de François Moreau), Œuvres complètes, Paris, Gallimard, coll. « Bibliothèque de la Pléiade » (no 15), 1994, 1801 p., 18 cm (ISBN 978-2-07-011340-8, BNF 35732557)

### Études

#### Ouvrages
- (en) Edwin M. Duval, The Design of Rabelais's Tiers livre de Pantagruel, Genève, Droz, coll. « Travaux d'Humanisme et Renaissance » (no 136), 1997, 247 p. (ISBN 2-600-00228-6, présentation en ligne)
- Franco Giacone (dir.), Études rabelaisiennes, vol. XXXVII : Le Tiers Livre : actes du colloque international de Rome, 5 mars 1996, Genève, Droz, coll. « Travaux d'humanisme et de la Renaissance » (no 328), 1999, 144 p. (ISBN 2-600-00325-8, présentation en ligne)
- Stéphan Geonget, La notion de perplexité à la Renaissance, Genève, Droz, coll. « Travaux d'Humanisme et Renaissance » (no 412), 2006, 484 p., 26 (ISBN 978-2-6000-1017-7, BNF 40196485, présentation en ligne).
- Anne-Pascale Pouey-Mounou, Panurge comme lard en pois : paradoxe, scandale et propriété dans le Tiers Livre, Genève, Droz, coll. « Travaux d'humanisme et de la Renaissance / Études rabelaisiennes », 2013, 586 p. (ISBN 978-2-600-01608-7, présentation en ligne)
- André Tournon, « En sens agile » : les acrobaties de l’esprit selon Rabelais, Paris, Honoré Champion, coll. « Etudes et Essais sur la Renaissance » (no 11), 1995, 192 p. (présentation en ligne).
- Michael Screech (trad. de l'anglais par Marie-Anne de Kish), Rabelais, Paris, Gallimard, coll. « Tel », 1992, 640 p. (ISBN 978-2-07-012348-3, présentation en ligne), p. 273-387.
- (en) Michael Screech, The Rabelaisian Marriage : Aspects of Rabelais's Religion, Ethics & Comic Philosophy, London, Edward Arnold Publishers, 1958, 144 p. (traduit en 1992 : Michael Andrew Screech (trad. Ann Bridge), Études rabelaisiennes, vol. XXVIII : Rabelais et le mariage : religion, morale et philosophie du rire, Genève, Droz, coll. « Travaux d'humanisme et de la Renaissance » (no 267), 1992, 202 p. (ISBN 978-2-600-03178-3, présentation en ligne))
- Florence Weinberg, Rabelais et les leçons du rire : paraboles évangéliques et néoplatoniciennes, Orléans, Paradigme, coll. « L'atelier de la Renaissance », 2000, 245 p., 21 cm (ISBN 2-86878-193-4)
- Véronique Zaercher, Études rabelaisiennes, vol. XXXVIII : Le dialogue rabelaisien : le Tiers Livre exemplaire, Genève, Droz, coll. « Travaux d'humanisme et de la Renaissance » (no 336)), 2000, 352 p. (ISBN 2-600-00407-6, présentation en ligne)
- Oumelbanine Zhiri, L'extase et ses paradoxes : essai sur la structure narrative du Tiers Livre, Ferney-Voltaire, Honoré Champion, coll. « Études et essais sur la Renaissance » (no 23), 1999, 280 p. (ISBN 2-7453-0148-9, présentation en ligne)

#### Articles
- Françoise Charpentier, « Notes pour le Tiers livre de Rabelais : Chap. 32 : le discours de Rondibilis », Revue belge de philologie et d'histoire, Bruxelles, Société pour le Progrès des Études Philologiques et Historiques, vol. 54, no 3 « Langues et littératures modernes — Moderne taal-en letterkunde »,‎ 1976, p. 780-796 (lire en ligne, consulté le 24 octobre 2019)
- (en) Edwin M. Duval, « Panurge, Perplexity, and the Ironic Design of Rabelais's Tiers Livre », Renaissance Quarterly, Cambridge, Cambridge University Press, vol. 35, no 3,‎ 1982, p. 381-400 (ISSN 0034-4338, DOI 10.2307/2861201, JSTOR 2861201)
- (en) Floyd Gray, « Structure and Meaning in the Prologue to the Tiers Livre », L'Esprit Créateur, Baltimore, The Johns Hopkins University Press, vol. 3, no 2,‎ 1963, p. 57-62 (JSTOR 26276988, lire en ligne, consulté le 19 octobre 2019)
- Guillaume Jeanneau, « Rabelais et le mariage », dans Charles Bené, Françoise Joukovsky, Robert Aulotte et al., Études seiziémistes offertes à Monsieur le professeur V.-L. Saulnier par plusieurs de ses anciens doctorants, Droz, coll. « Travaux d'Humanisme et Renaissance » (no 177), 1980 (ISBN 978-2-600-03089-2), p. 111-118
- Mary B. McKinley, « Rabelais, Marguerite de Navarre et la dédicace du Tiers Livre », Romanic Review, New York, Columbia University Press, vol. 94, no no 1/2,‎ 2003, p. 169-183
- Luc Rasson, « Rabelais et la maîtrise : l'exemple du Tiers Livre », Revue belge de philologie et d'histoire, Bruxelles, Société pour le Progrès des Études Philologiques et Historiques, vol. 62, no 3 « Langues et littératures modernes — Moderne taal-en letterkunde »,‎ 1984, p. 493-503 (DOI 10.3406/rbph.1984.3474, lire en ligne, consulté le 19 octobre 2019)
- André Tournon, « Le pantagruélisme, mode de lecture du Tiers Livre », Littérature, Toulouse, Presses Universitaires du Midi, no 33,‎ 1995, p. 5-16 (lire en ligne, consulté le 28 octobre 2019)

### Œuvres, édition de Mireille Huchon, Pléiade, 1994
1. ↑  Notice de Mireille Huchon, p. 1341.
2. ↑  Note 2 de Mireille Huchon, p. 1360.

### Le Tiers Livre, édition de Jean Céard, Livre de poche, 1995
1. ↑  Introduction de Jean Céard, p. IV.
2. 1 2  Citation de Rabelais, p. 13.
3. ↑  Note 14, p. 14.
4. ↑  Citation de Rabelais, p. 27.
5. ↑  Citation de Rabelais, p. 29.
6. ↑  Note 1, p. 32.
7. ↑  Note 1, p. 43.
8. ↑  Note 2, p. 71.
9. ↑  Citation de Rabelais, p. 73.
10. ↑  Note 13, p. 72.
11. ↑  Note 1, p. 76.
12. ↑  Note 2, p. 82.
13. ↑  Note 16, p. 86.
14. ↑  Citation de Rabelais, p. 105.
15. ↑  Notes 3 et 5, p. 132.
16. ↑  Citation de Rabelais, p. 175.
17. ↑  Citation de Rabelais, p. 179.
18. ↑  Notes 10 et 12, p. 190-192.
19. ↑  Citation de Rabelais, p. 203.
20. ↑  Note 70, p. 276.
21. ↑  Note 8, p. 282.
22. ↑  Note 22, p. 292.
23. ↑  Citation de Rabelais, p. 309.
24. ↑  Note 1, p. 314.
25. ↑  Citation de Rabelais, p. 445-447.

### Autres sources
1. ↑  (en) Cathleen M. Bauschatz, « Rabelais and Marguerite de Navarre on Sixteenth-Century Views of Clandestine Marriage », Sixteenth Century Journal, vol. 34, no 2,‎ 2003 (DOI 10.2307/20061415, lire en ligne)
2. 1 2  (en) Cathleen M. Bauschatz, « Rabelais and Marguerite De Navarre on Sixteenth-Century Views of Clandestine Marriage », The Sixteenth Century Journal, vol. 34, no 2,‎ 2003, p. 395-408 (lire en ligne, consulté le 27 octobre 2019)
3. ↑  McKinley 2003, p. 181.
4. ↑  Rasson 1984, p. 495.
5. ↑  Weinberg 2000, Chapitre VI « À mon tonneau je retourne : le prologue du Tiers Livre », p. 101.
6. ↑  Weinberg 2000, Chapitre VI « À mon tonneau je retourne : le prologue du Tiers Livre », p. 102.
7. ↑  Weinberg 2000, Chapitre VI « À mon tonneau je retourne : le prologue du Tiers Livre », p. 104.
8. ↑  Weinberg 2000, Chapitre VI « À mon tonneau je retourne : le prologue du Tiers Livre », p. 106-107.
9. ↑  François-Marcel Plaisant, « La guerre et la paix selon Rabelais », Bulletin de l'Association Guillaume Budé, no 33,‎ décembre 1974, p. 467-492 (e-ISSN 2275-5160, DOI 10.3406/bude.1974.3517, lire en ligne, consulté le 27 octobre 2019)
10. ↑  Tournon 1995, p. 8-9.
11. ↑  Anne-Pascale Pouey-Mounou, « Les paradoxes de l’« idiot » : liberté, « particularité », scandale chez Érasme et dans le Tiers Livre », Les Dossiers du Grihl, 2013-01 | 2013, mis en ligne le 08 mars 2013, consulté le 02 novembre 2019, ; DOI : 10.4000/dossiersgrihl.5703, Lire en ligne
12. ↑  Raymond Chevallier, « Rabelais, lecteur de Virgile », Revue belge de philologie et d'histoire, vol. 79, no 1,‎ 2001, p. 119-126 (e-ISSN 2295-9068, lire en ligne, consulté le 14 décembre 2019)
13. ↑  Weinberg 2000, Chapitre VIII Écrit sur les feuilles : Rabelais et la tradition sibylline, p. 146-147.
14. ↑  Guylaine Fontaine, « Du « conseil des muetz » au « taire parlier » : le langage du geste chez Rabelais et Montaigne », Renaissance and Reformation / Renaissance et Réforme, vol. 19, no 1,‎ 1995, p. 21-38 (lire en ligne, consulté le 12 novembre 2019)
15. ↑  (en) Agnieszka Steczowicz, « Nazdecabre (3BK 19-20) », dans Elizabeth Chesney Zegura, The Rabelais Encyclopedia, Westport-Londres, Greenwood Publishing Group, 2004 (EAN 9780313310348), p. 169
16. ↑  Marie-Luce Demonet-Launay, « « Si les signes vous fâchent... » : inférence naturelle et science des signes à la Renaissance », Bulletin de l'Association d'étude sur l'Humanisme, la Réforme et la Renaissance, no 38,‎ 1994, p. 7-44 (e-ISSN 1969-654X, lire en ligne, consulté le 12 novembre 2019).
17. 1 2  Michel Bideaux, « Quand Panurge patrocine en faveur des frères mendiants (Tiers Livre, ch. XXII-XXIII) », Bulletin de l'Association d'étude sur l'Humanisme, la Réforme et la Renaissance, no 48,‎ 1999, p. 59-71 (lire en ligne, consulté le 13 novembre 2019)
18. ↑  Peter Sharrat, « Rabelais, Ramus Et Raminagrobis », Revue d'histoire littéraire de la France, vol. 82, no 2,‎ 1982, p. 263-269 (lire en ligne, consulté le 13 novembre 2019)
19. 1 2  (en) Bernd Renner, « Her Trippa », dans Elizabeth Chesney Zegura, The Rabelais Encyclopedia, Westport-Londres, Greenwood Publishing Group, 2004 (EAN 9780313310348), p. 110
20. ↑  Jeanne G. Perkins, « Her Trippa est-il Cornélius Agrippa ? », Revue d'histoire littéraire de la France, vol. 70, no 4,‎ 1970, p. 577-297 (ISSN 0035-2411, lire en ligne, consulté le 18 novembre 2019)
21. ↑  Michel Jeanneret, « La crise des signes et le défi de l'étrange », Europe, vol. 757,‎ 1992, p. 36-46
22. ↑  Jeanneau 1980, p. 114-115.
23. 1 2  (en) Elizabeth Chesney Zegura, « Rondibilis », dans Elizabeth Chesney Zegura (dir.), The Rabelais Encyclopedia, Westport-Londres, Greenwood Publishing Group, 2004 (EAN 9780313310348), p. 110
24. ↑  Charpentier 1976, p. 791-793.
25. ↑  Charpentier 1976, p. 782.
26. ↑  (en) Ian R. Morrison, « Trouillogan (3BK 29, 35–36) », dans Elizabeth Chesney Zegura (dir.), The Rabelais Encyclopedia, Westport-Londres, Greenwood Publishing Group, 2004 (EAN 9780313310348), p. 252-253
27. ↑  (en) Edwin M. Duval, « Bridoye », dans Elizabeth Chesney Zegura (dir.), The Rabelais Encyclopedia, Westport-Londres, Greenwood Publishing Group, 2004 (EAN 9780313310348), p. 22-23
28. ↑  Mehdi Kebir, « L'histoire du juge Bridoye dans Le Tiers-Livre de Rabelais », Les Cahiers de la Justice, vol. 2020, no 3,‎ 3, p. 549-564 (DOI 10.3917/cdlj.2003.0549, lire en ligne, consulté le 5 février 2021).
29. ↑  (en) E. Bruce Hayes, « Triboullet (Triboulet) », dans Elizabeth Chesney Zegura (dir.), The Rabelais Encyclopedia, Westport-Londres, Greenwood Publishing Group, 2004 (EAN 9780313310348), p. 250-251
30. 1 2 3  Marie-Luce Demonet, « Polysémie et pharmacie dans le Tiers Livre », dans Rabelais et le Tiers Livre : colloque de Nice 1996, Nice, Publications de la Faculté des lettres et sciences humaines de Nice, 1996 (ISBN 2-910897-11-7, lire en ligne), p. 61-84
31. ↑  Note de Marie-Madeleine Fragonard dans l’édition des œuvres complètes de Rabelais, Les Cinq Livres des faits et dits de Gargantua et Pantagruel, Gallimard, 2017, p. 869
32. ↑  (en) François Rigolot, « Pantagruelion (3BK 49-52) », dans Elizabeth Chesney Zegura (dir.), The Rabelais Encyclopedia, Westport-Londres, Greenwood Publishing Group, 2004 (EAN 9780313310348), p. 176-178
33. ↑  Screech 1958, p. 12-13.
34. ↑  Screech 1958, p. 37-38.
35. ↑  Screech 1958, p. 37-40.
36. ↑  Screech 1958, p. 44-47.
37. ↑  Georges Jeanneau, « Rabelais et le mariage », dans Études seizièmistes offertes à Monsieur le professeur V. L. Saulnier, Genève, Droz, 1980, p. 111-118.
38. ↑  Nicolas Le Cadet, « Rabelais et les rabelaisants : pour une histoire des querelles critiques au XXe siècle », L'Année rabelaisienne, Classiques Garnier, no 1,‎ 2017, p. 31-83 (ISSN 2552-3848)
39. ↑  Madeleine Lazard, « La nature féminine », dans Images littéraires de la femme à la Renaissance, Paris, Presses universitaires de France, coll. « Littératures modernes », 1985, 240 p. (ISBN 978-2-13-038872-2, lire en ligne).
40. ↑  Screech 1992, p. 295.
41. ↑  Screech 1992, p. 308-310.
42. ↑  Tournon 1995, p. 59-65.
43. ↑  Geonget 2006, p. 13-14.
44. ↑  Geonget 2006, p. 344-345.
45. ↑  Geonget 2006, p. 380-382.
46. ↑  Geonget 2006, p. 382.
47. ↑  Geonget 2006, p. 440.
48. ↑  Zhiri 1999, p. 7-8.
49. ↑  Zhiri 1999, p. 9-11.
50. ↑  Zhiri 1999, p. 12.
51. ↑  Duval 1982, p. 384.
52. ↑  Duval 1982, p. 385-386.